# Étienne-Gilbert de Drée
Étienne-Gilbert de Drée ou de La Drée, né le 25 février 1760 à Roanne (Loire) et mort le 9 avril 1848  à Paris, est un homme politique français

## Biographie[1]
Il est issu d'une famille d'ancienne noblesse de l'Auxois connue dès le XIIe siècle, il est le fils de Gilbert, marquis de Drée, lieutenant aux Gardes françaises, et de Valentine Adrienne de Latre de Neuville.
Il suit la carrière des armes, devint officier au régiment de Bourbon-dragons en 1777, et se retire peu avant la Révolution dans ses propriétés de Curbigny. Membre de l'assemblée provinciale du Beaujolais en 1789, il est nommé (1790) commissaire du roi pour la formation du département de Saône-et-Loire, devient membre du directoire du département en 1795, et conseiller général après le 18 Brumaire (1800-1837) pour les cantons de Chauffailles et de La Clayette. 
Le 14 mai 1815, le collège de département de Saône-et-Loire l'élit représentant à la Chambre des Cent-Jours, par 44 voix sur 89 votants et 260 inscrits. Le 22 août 1815, le marquis de Drée échoue au même collège de département avec 16 voix sur 175 votants. Il ne rentre au parlement qu'à l'élection partielle du 21 avril 1828, pour remplacer Arnould Humblot-Conté qui a opté pour Villefranche (Rhône) ; il est élu député dans le 4e arrondissement électoral de Saône-et-Loire (Charolles) avec 127 voix sur 196 votants et 254 inscrits. Il prend place au centre gauche, et est des 221. 
Réélu, le 23 juin 1830, par 154 voix sur 258 votants et 290 inscrits, contre 102 voix à M. le comte de Digoine, il voit son mandat renouvelé :
- le 5 juillet 1831, dans le 6e collège électoral de Saône-et-Loire (Charolles), par 182 voix sur 325 votants et 461 inscrits contre 132 voix à M. Trullard :
- et le 21 juin 1834, par 216 voix sur 390 votants et 503 inscrits, contre 107 voix à M. Sauzet, avocat.

Il se retire de la Chambre des députés et du conseil général de la Loire en 1837. 
Le marquis de Drée est en outre minéralogiste, géologue et agronome.
Étienne-Gilbert de Drée épouse Alexandrine de Gratet de Dolomieu (1767-1850), sœur de Déodat Gratet de Dolomieu ; il recueille les collections du célèbre géologue et notamment une collection de roches et pierres de 1.800 échantillons, et l'autre de produits volcaniques de 1.600 échantillons réunis par Dolomieu lui-même. Le marquis de Drée s'est occupé avec passion, pendant quarante ans, à rassembler des échantillons minéralogiques de choix et surtout très caractérisés au point de vue cristallographique. Dès 1810, il avait offert de vendre à l'administration sa collection qui comptait déjà, à cette époque, 13.750 échantillons dont 6.300 de minéralogie pure, non compris les pierres précieuses taillées et gravées; le conseil général des mines avait, à cette époque, vivement recommandé cet achat. Lorsque l'administration se décida à cette acquisition, à la mort du marquis, la collection fut expertisée par Cordier, de Bonnard et Dufrénoy, assistés de l'expert Roussel.
En 1807, le marquis de Drée cède à l'École des Mines une série d'environ 500 échantillons provenant de la collection des produits volcaniques réunis par Dolomieu.
Il publie en 1811 et 1814 deux catalogues de cette collection célèbre avec l'aide du naturaliste et minéralogiste italiano-français Dominique-Sébastien Léman. Le premier donne une description détaillée, avec planches, des pierres fines taillées et gravées et des meubles d'art qui en faisaient partie. L'achat fait par l'Etat en 1845 ne comprend pas ces trois parties de la collection qui font l'objet de ventes distinctes.
La moitié environ de la collection de Drée est donnée à divers établissements à raison des doubles qui se trouvent dans les collections de l'École des Mines.

## Publication
- Mémoire sur l'amélioration de la race bovine du Charollais, Mâcon, 1824.

## Mandats et fonctions

### Mandats parlementaires
- 14 mai 1815 -13 juillet 1815 : Représentant à la Chambre des Cent-Jours
- 21 avril 1828 - 16 mai 1830 : Député de Saône-et-Loire
- 23 juin 1830 - 31 mai 1831 : Député de Saône-et-Loire
- 5 juillet 1831 - 25 mai 1834 : Député de Saône-et-Loire
- 21 juin 1834 - 3 octobre 1837 : Député de Saône-et-Loire

### Mandat local
- 1800 - 1837 : Conseiller général des cantons de Chauffailles et de La Clayette.

## Sources
- « Étienne-Gilbert de Drée », dans Adolphe Robert et Gaston Cougny, Dictionnaire des parlementaires français, Edgar Bourloton, 1889-1891 [détail de l’édition]